# Маляров Анатолій Володимирович
Анатолій Володимирович Маляров (рос. Анатолий Владимирович Маляров; нар. 9 грудня 1949, Москва, СРСР) — радянський футболіст, нападник та півзахисник. Радянський і російський футбольний суддя, інспектор.

## Життєпис
Вихованець московського ЦСКА, перший тренер — В. Чистохвалов. У першості СРСР виступав за команди першої (1974-1977, 1979) і другої (1972-1973, 1978, 1980-1982) ліг «Зірка» Кіровоград (1972), «Сибіряк» Братськ (1973), «Зірка» Перм (1974 -1977), «Колос» Нікополь (1978), «Уралмаш» Свердловськ (1979), «Сатурн» Рибінськ (1980-1982). У першій лізі провів 153 матчі, відзначився 28 голами, у другій — 197 матчів, 35 голів.
Суддя всесоюзної категорії (1990). Як головний суддя провів 17 матчів чемпіонату СРСР (1989-1991) і 38 матчів чемпіонату Росії (1992-1996). У 2005-2016 роках — інспектор на матчах.
Сини Микита (нар. 1989) і Кирило (нар. 1997) також футболісти.